# Heteronotus abbreviatus
Heteronotus abbreviatus är en insektsart som beskrevs av Leon Fairmaire. Heteronotus abbreviatus ingår i släktet Heteronotus och familjen hornstritar. Inga underarter finns listade i Catalogue of Life.